# Froschbrunnen (Weimar)

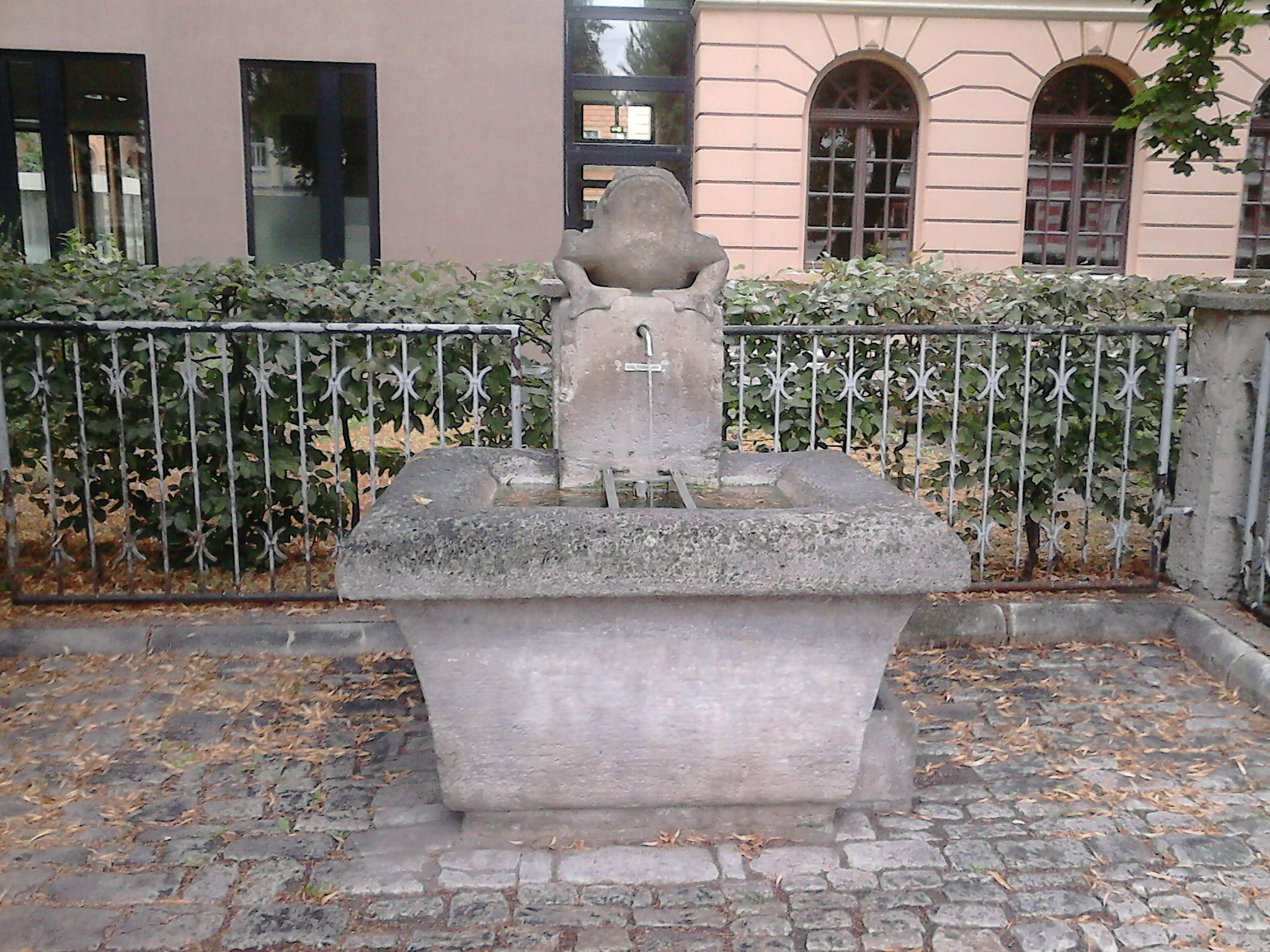
Froschbrunnen in Weimar von vorne

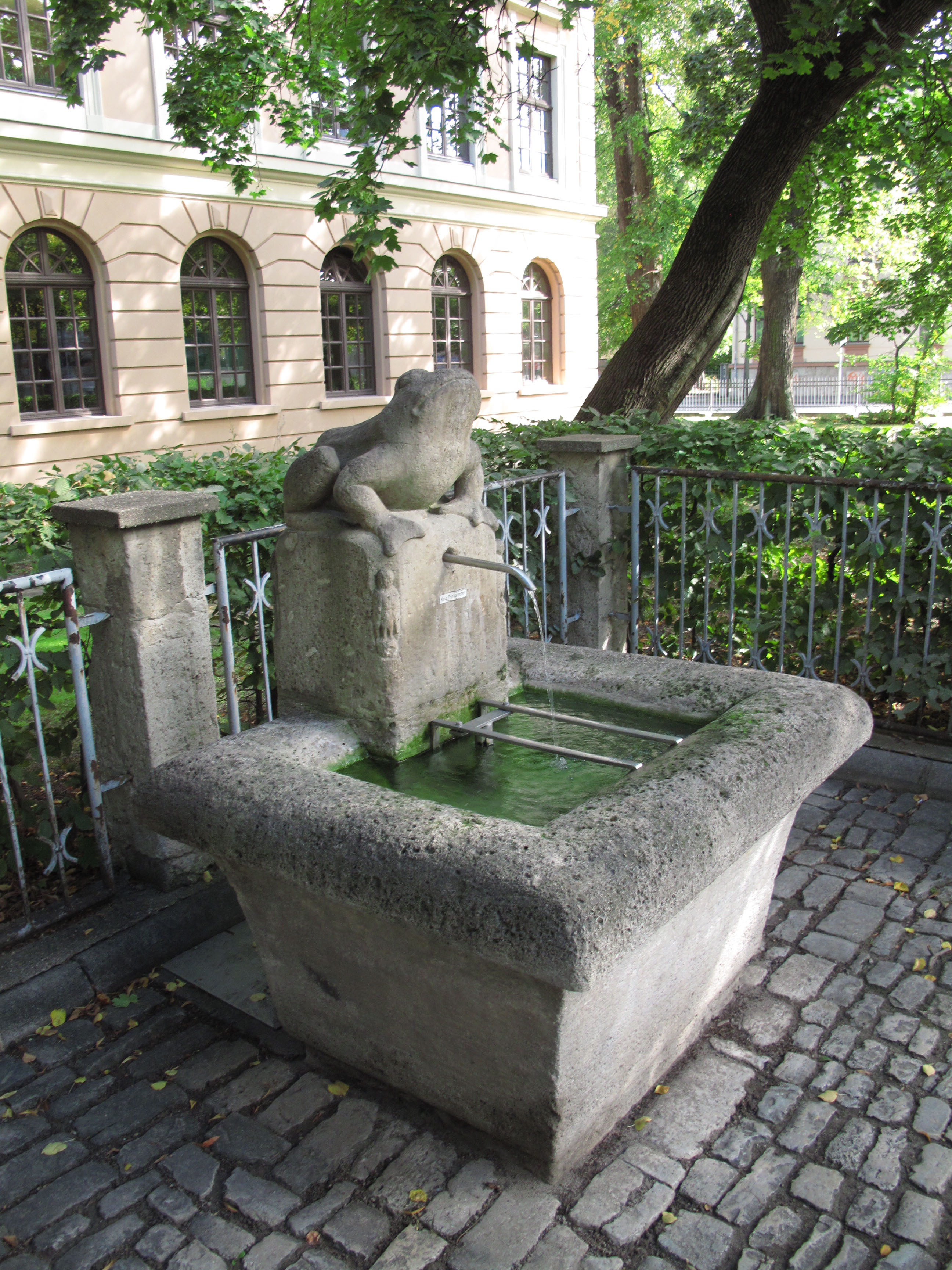
Froschbrunnen von halblinks

Der Froschbrunnen in Weimar steht hinter der Jenaplanschule Weimar (ehemals Christoph-Martin-Wieland-Schule) an der Ecke Steubenstraße / Gropiusstraße.
Auf der Säule hinter dem Brunnentrog thront selbstbewusst ein Frosch, der dem Brunnen seinen Namen gab. Die Ecken unter den Froschflossen sind als stilisierte Raben dargestellt. 
Der aus heimischem Muschelkalkstein gearbeitete Brunnen wurde um 1910 in städtischem Auftrag vom Bildhauer Arno Zauche geschaffen, einem Schüler Adolf von Donndorfs. Er ist der einzige in Weimar erhaltene öffentliche reine Kalksteinbrunnen. Ursprünglich in den Anlagen unterhalb des Landesmuseums am Jakobsplan aufgestellt, wurde er 1938 an seinen jetzigen Standort, die Stelle des alten baufälligen Seminarbrunnens versetzt. Seit 1985 ist der Brunnen wieder wasserführend. Rechts an der Seite befindet sich ein angearbeitetes Tiertränkbecken. Dieser Röhrenbrunnen erhält sein Wasser über die Kirschbachtal-Brunnenleitung.
Neben dem Froschbrunnen schuf Arno Zauche mit dem Stockentenbrunnen einen weiteren Brunnen mit einem Tiermotiv in Weimar.
Der Froschbrunnen steht auf der Liste der Kulturdenkmale in Weimar (Einzeldenkmale). 